# Bolchov

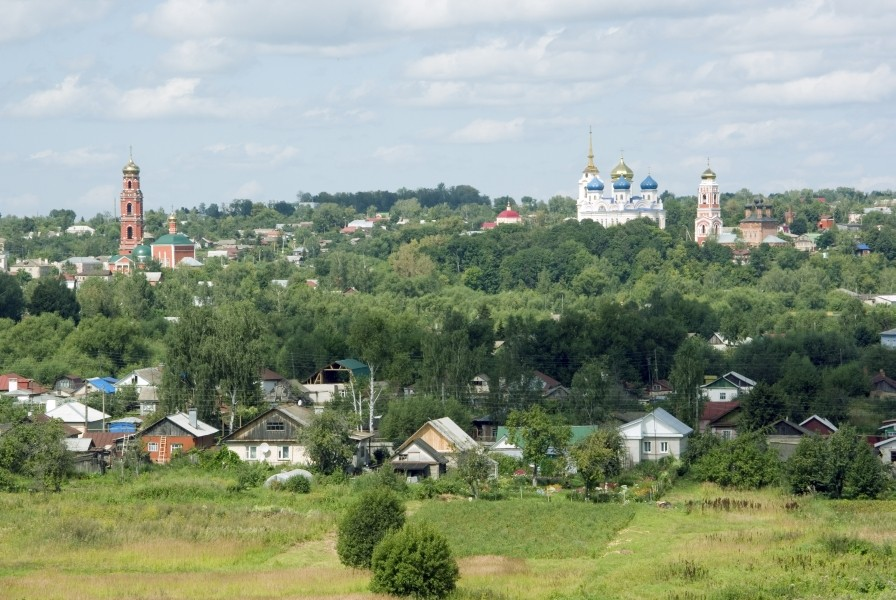
Vy över Bolchov.

Bolchov (ryska Бо́лхов) är en stad i Orjol oblast, 55 kilometer norr om Orjol. Folkmängden uppgick till 11 201 invånare i början av 2015.
Bolchov var under 1800-talet en blomstrande handels- och industriort men stagnerade senare på grund av avsaknad av järnväg. 1890 fanns här 26 570 invånare. Staden har ett berömt kloster. Bland dess tidigare näringar märks hampframställning samt läder- och träindustri.

## Kända personer från Bolchov
- Aleksej Apuchtin, lyriker
- Jevgenij Preobrazjenskij, politiker